# Theodor Westrin (arkivman)
Johan Theodor Westrin, född 12 januari 1850 i Hedvig Eleonora församling, Stockholm, död 10 oktober 1928 i Klara församling, var en svensk arkivarie och redaktör för Nordisk familjebok.
Westrin blev 1869 student vid Uppsala universitet och 1875 filosofie doktor. Samma år anställdes han som amanuens i Riksarkivet, där han 1897 blev arkivarie.
I Nordisk familjebok var han 1880-1894 medredaktör för större delen av första upplagan och ensam redaktör 1895-1899 för supplementet och från 1906 huvudredaktör för större delen av andra upplagan ("ugglan").
Han utsågs 1901 till ledamot av Kungliga Vitterhets Historie och Antikvitets Akademien.